# ياغو (لاعب كرة قدم مواليد 1997)
ياغو (بالبرتغالية: Iago Amaral Borduchi‏) هو لاعب كرة قدم برازيلي في مركز الوسط، ولد في 23 مارس 1997 في مونتي أزول بوليستا ‏ في البرازيل. شارك مع منتخب البرازيل تحت 23 سنة لكرة القدم. أما مع النوادي، فقد لعب مع نادي آوغسبورغ ونادي إنترناسيونال.

## وصلات خارجية
- ياغو (لاعب كرة قدم مواليد 1997) على موقع قاعدة بيانات كرة القدم.إي يو (الإنجليزية)
- ياغو (لاعب كرة قدم مواليد 1997) على موقع Soccerway.com (الإنجليزية)
- ياغو (لاعب كرة قدم مواليد 1997) على موقع عالم كرة القدم.نت (الإنجليزية)